# 2011-es magyar asztalitenisz-bajnokság
A 2011-es magyar asztalitenisz-bajnokság a kilencvennegyedik magyar bajnokság volt. A bajnokságot március 5. és 6. között rendezték meg Kecskeméten. Ebben az évben vegyes párosban nem volt bajnokság.

## Eredmények
| Versenyszám  | Arany                                                | Arany | Ezüst                                                     | Ezüst | Bronz | Bronz |
| ------------ | ---------------------------------------------------- | ----- | --------------------------------------------------------- | ----- | --- | ----- |
| Férfi egyéni | Jakab János Borussia Düsseldorf                      |       | Kosiba Dániel TTC Hagen Duisburg                          |       | Fazekas Péter Celldömölki VSEVajda Viktor Félegyházi ASI                                                                             |       |
| Női egyéni   | Lovas Petra TTC Berlin                               |       | Pergel Szandra Budaörsi SC                                |       | Baun Éva Postás SELi Bin CTM Mirandela                                                                                               |       |
| Férfi páros  | Fazekas Péter, Kriston Dániel Celldömölki VSE        |       | Varga Sándor, Pattantyús Ádám Pénzügyőr SE, TTC Stockerau |       | Jakab János, Kosiba Dániel Borussia Düsseldorf , TTC Hagen Duisburg Zombori Dávid, Nagy Krisztián KSV Kapfenberg , TTC Frickenhausen |       |
| Női páros    | Lovas Petra, Pergel Szandra TTC Berlin , Budaörsi SC |       | Braun Éva, Kertai Rita Postás SE                          |       | Molnár Zita, Madarász Dóra Budaörsi SC, Kecskeméti TEVarga Tímea, Nagyváradi Mercédesz Postás SE                                     |       |